# Samsø Labyrinten
Samsø Labyrinten er verdens største permanente labyrint, anlagt i september 1999 og åbnet for publikum den 6. maj 2000. Labyrinten dækker et område på 60.000 m² og har en samlet stilængde på 5,3 km.

## Fra idé til labyrint
Området, hvor labyrinten ligger på, er en gammel juletræsplantage, og plantagen var forpagtet ud siden 1982. Da kontrakten udløb i 1997, stod ejerne tilbage med en 6 hektar stor uigennemtrængelig bevoksning af nordmannsgran, hvor kvaliteten var for dårlig til juletræer. Genvæksten fra træstubbene betød, at bevoksningen var alt for tæt, og man skulle mase sig igennem. Ejerne, Karen og Erik Poulsen, valgte derfor at skabe et sted, hvor folk kunne få en god oplevelse, i stedet for at fjerne bevoksningen og lave en kornmark. Området ligger på Erik Poulsens slægtsgård, og et bærende koncept i labyrinten var at bruge naturens egne materialer som træ og natursten. Endvidere er der lagt vægt på økologisk bæredygtighed, da der bl.a. er anvendt genbrugsmaterialer og nedsivningsanlæg. De omkringliggende arealer består af egeskov, overdrev og et brakareal, der binder CO2, og sikrer dyrene et godt biologisk miljø. Arbejdet med at lave stisystemet i labyrinten blev foretaget af en stor træfræser, der efterlod træflis på jorden. Træflisen blev derefter fræset ned i jorden, og der blev sået græs ovenpå. Ved at lægge store sten og plante træer og buske er der kommet et mere naturligt præg over området.

## Labyrinten
Labyrinten fylder 60.000 m² og har en samlet stilængde på 5.380 m. Det gør den til verdens største, hvilket Guinness Rekordbog godkendte i 2001. I labyrinten, som er designet af Erik og Karen Poulsen, er der flere træskulpturer af Henrik Wessel Fyhn, bl.a. én af H.C. Andersen, Thor og Odin, da hovedtemaerne for kunsten er H.C. Andersens eventyr og nordisk mytologi. "Væggene" eller hækkene består af 50.000 nordmannsgraner, der har en højde på 0,5 m til 8 m. Labyrintens hjerte eller målet man går efter, kaldes Hjertet eller Templet. Det første tempel stod i næsten 10 år og var udsmykket af Henrik Wessel Fyhn. Det blev dog revet ned og et nyt opført, som er udsmykket af iskulptør Morten Møller. Der er også et udkigstårn, der giver et godt overblik over labyrinten. Da labyrinten åbnede i 2000 var der kun ét "mål", men i dag er der fem:
- Hjertet eller Templet.
- Stenkredsen, der omgiver et solur og består af 12 store sten.
- Pyramiden, der er bygget i træ. Skala 1:50 efter Keopspyramiden.
- H.C. Andersens Plads med en skulptur af H.C. Andersen.
- Arthurs Plads, der er for de yngste.

I forbindelse med labyrintens 10 års jubilæum, blev der opført et nyt tempel med egetræ fra Brattingsborg Skov på Samsø. De bærende hjørnefigurer i templet symboliserer bl.a. de tre norner; Urd, Verdande og Skuld. 
Sangeren Lars Muhl har skrevet et digt om labyrinten, som blev offentliggjort ved labyrintens åbning i 2000.